# ایگا ویرواو
ایگا ویرواوْ (لهستانی: Iga Wyrwał؛ [ˈiɡa ˈvɨrvaw]؛ زادهٔ ۲۰ فوریهٔ ۱۹۸۹) هنرپیشه و مانکن اهل لهستان است.
از فیلم‌ها یا مجموعه‌های تلویزیونی که وی در آن‌ها نقش داشته است می‌توان به والاحضرت اشاره نمود.